# Parafia św. Mikołaja w Drohiczynie
Parafia św. Mikołaja – parafia prawosławna w Drohiczynie, w dekanacie Siemiatycze diecezji warszawsko-bielskiej.
Na terenie parafii funkcjonuje 1 cerkiew:
- cerkiew św. Mikołaja w Drohiczynie – parafialna

## Historia
Początki prawosławia w Drohiczynie sięgają XI w. Na przestrzeni dziejów, oprócz obecnie istniejącej parafii św. Mikołaja, w mieście funkcjonowały:
- parafia Zmartwychwstania Pańskiego (XI–XIII w.)
- parafia Przemienienia Pańskiego (XIII w. – 1915)
- parafia Świętej Trójcy (XV w. – 1876)
- monaster Przemienienia Pańskiego (Zabużański) (XIII–XIX w.)
- monaster Świętej Trójcy (XV w. – 1842)

Data powstania parafii św. Mikołaja wiąże się z budową drewnianej cerkwi św. Mikołaja w obrębie miasta około 1626. Z inicjatywy okolicznej szlachty prawosławnej przy parafii powstało bractwo cerkiewne, które w momencie konfliktów wyznaniowych zabiegało o interwencje u króla wobec fali prześladowań i napadów. Pomimo tych starań komisja sejmowa przyznała prawo do cerkwi unitom. W 1678 włodzimierski biskup unicki Benedykt Gliński odprawił uroczyste nabożeństwo w obrządku unickim. W 1763 społeczność prawosławna rozpoczęła budowę murowanej cerkwi, jednak nieukończona jeszcze świątynia została również przekazana unitom, którzy konsekrowali ją w 1792 (także pod wezwaniem św. Mikołaja). XVII-wieczna drewniana cerkiew spłonęła w 1806.
Parafię prawosławną oficjalnie reaktywowano dopiero w 1838 (w związku z likwidacją unii na Białostocczyźnie). Stanowiły ją następujące miejscowości: Drohiczyn, Chutkowice, Chrołowice, Lisowo, Klekotowo, Putkowice, Bujaki, Sieniewice, Runice, Tonkiele, Kłyzówka, Zajęczniki i Minczewo. Cerkiew św. Mikołaja dostosowano do potrzeb liturgii prawosławnej. Parafia weszła w skład dekanatu drohiczyńskiego diecezji litewskiej Rosyjskiego Kościoła Prawosławnego. Oprócz cerkwi św. Mikołaja, parafia posiadała jeszcze dwie wolnostojące świątynie: filialną św. Barbary i cmentarną św. Anastazji (obie uległy zniszczeniu podczas II wojny światowej). Na terenie parafii działały szkoła oraz szpital (z kaplicą św. Agapita Pieczerskiego), prowadzone przez mniszki prawosławne. W 1898 otwarto dwuklasową szkołę cerkiewną z kaplicą św. Nikanora.
Parafia przerwała działalność w 1915, wskutek udania się duchowieństwa i ludności prawosławnej na bieżeństwo. W okresie międzywojennym wspólnota prawosławna w Drohiczynie należała do (nieetatowej w owym czasie) parafii Świętych Kosmy i Damiana w Narojkach. Reaktywacja parafii nastąpiła w czasie II wojny światowej.
W latach 80. XX w. dokonano remontu wnętrza cerkwi, m.in. wykonano nowe polichromie.

## Wykaz proboszczów
- 9.01.1947 – 01.1952 – o. ihumen Alipiusz (Kołodko)
- 28.11.1967 – 1.02.1969 – ks. Aleksander Wysocki
- 29.12.1972 – 21.10.1986 – ks. Grzegorz Misijuk
- od 16.12.1986 – ks. Eugeniusz Zabrocki